# 天草ボタン
天草ボタン（あまくさボタン）は、井上ゆみが考案した熊本県天草地方で取れる天草陶石を使った磁器のボタン。
抜群の強度と透明感のある白さが特徴。形成から絵付けまですべて手作業で行われ、絵柄は天草の風景から着想を得て描かれる。